# Воскресенский проспект (Киев)
Воскресенский проспект (укр. Воскресенський проспект) — проспект в Днепровском районе города Киева, жилой массив Воскресенка. Пролегает от Воскресенской улицы до проспекта Романа Шухевича и Керченской площади.
Примыкают улицы Чёрных Запорожцев, Сулеймана Стальского, Ивана Микитенко и Николая Кибальчича.

## История
Появление улицы относится ко времени строительства массива в 1960-е годы. Перед этим, для Воскресенской слободки, была главной улица Шевченко (нынешняя Радужная).

Название бульвар Перова — в честь русского художника Василия Перова, участника демократического объединения «Общество передвижных художественных выставок» — с 1957 года. Название Воскресенский проспект — с 2023 года.
В 1968 году к бульвару присоединено Воскресенское шоссе, а в 1973 году присоединённый участок был вновь отделён под названием Северо-Броварской проспект (ныне — проспект Георгия Нарбута).
Застройка 1960—70-х годов, типовая для «спальных районов». Наиболее известные объекты: авторынок (на месте бывшего рынка «Днепровский») и, напротив, ТЦ «Квадрат» (на месте бывшего кинотеатра «Аврора»). За торговым центром обустроен небольшой парк. В начале бульвара, по адресу № 1-б в январе 2004 года освящён римско-католический приходской храм Матери божьей церкви, рядом с ним строится монастырь Братьев меньших капуцинов.
Воскресенский проспект является важным звеном в транспортной инфраструктуре левобережья Киева: через него с Вигуровщины-Троещины и Воскресенки следует львиная доля пассажирских маршрутов (к станциям метро Святошинско-Броварской линии — «Левобережная» и «Дарница») и легкового транспорта (в направлении Северного моста и моста Метро). Градостроительные планы, разработанные ещё в советские времена, предусматривали прокладку параллельно проспекту Приднепровской линии метро. Другая перспективная ветка этого вида транспорта создаст прямой путь на Подол и далее на Лукьяновку, Киевский железнодорожный вокзал и аэропорт «Киев» (Жуляны).
Является перспективным транспортным узлом — близость железнодорожной платформы Троещина, с которой в час пик регулярно отправляются рейсы Киевской городской электрички, станций метро, развязок на Лесной массив и Вигуровщину-Троещину, а с другой стороны, тут имеются зелёные зоны отдыха.
После расширения проезжей части в 2006—2007-х годах с ликвидацией бульварных зелёных насаждений он перестал быть бульваром в прямом значении этого слова.